# El Anillo
El Anillo ist ein Lied der US-amerikanischen Sängerin Jennifer Lopez.
Es wurde von Édgar, Ándres Casto, Oscar Hernández und Jesús Herrera geschrieben und produziert, während die Gesangsproduktion von Steve Mackey und Hernández übernommen wurde. Der Song wurde am 26. April 2018 digital von Nuyorican Productions und Sony Music Latin veröffentlicht.

## Hintergrund
Lopez begann im Februar 2017, mit Alex Rodriguez auszugehen. Oscar Hernández, der Lopez’ vorherige spanische Singles Ni Tú Ni Yo und Amor, Amor, Amor (beide 2017 erschienen) mitgeschrieben hatte, kam mit einer Idee für einen Song zu ihr, den er als „ein bisschen verrückt“ bezeichnete. Lopez war überrascht, als ihr das Lied präsentiert wurde, da es sehr persönlich war. Lopez erklärte, wie sich das Lied entwickelt hat: „Jemand hat es speziell für mich geschrieben, was ich wirklich lustig fand. Nicht weil ich daran denke, so etwas zu machen, sondern weil es eine lustige Sache ist und ich es Alex vorgespielt habe und ich sagte: 'Bist du cool damit? Ich finde es irgendwie lustig.' Er sagte: 'Ja, ich bin total cool damit.'“

## Komposition
El Anillo ist ein Latin-Pop-Song mit einem brasilianischen Funk-Beat, den Lopez von den Produzenten des Songs übernommen hatte. Es wurde von Edgar Barrera, Andrés Castro, Oscar Hernández und Jesús Herrera geschrieben. Von Jennifer Machin von Billboard als „sexy und provokativ“ beschrieben, spielt das Lied auf Lopez’ Beziehung zu Alex Rodriguez an, mit Texten wie "Me tratas como una princesa y me das lo que pido. Tu tienes el bate y la fuerza que yo necesito ", was auf Englisch übersetzt „Du behandelst mich wie eine Prinzessin und gibst mir, was ich verlange. Du hast den Schlag und die Kraft, die ich brauche.“ Telemundo bezeichnete das Lied als „eine Hymne für alle Frauen da draußen, die ihre Zeit und Mühe in eine Beziehung gesteckt haben und jetzt nur noch auf den großen Stein an ihrem Finger warten.“

## Musikvideo
Das Musikvideo zu El Anillo wurde von Santiago Salviche inszeniert und in Los Angeles gedreht. In dem Clip spielt Lopez eine Königin, deren Zuneigung von einem potenziellen Verehrer gewonnen werden muss, der vom spanischen Schauspieler Miguel Ángel Silvestre gespielt wird. In einer der Eröffnungseinstellungen ist ein Verlobungsring zu sehen, der in eine dunkle Pfütze fällt. Die Tanzszenen im Musikvideo wurden von Kiel Tutin choreografiert. Laut Billboard besteht die Mode im Video aus „funkelnden Outfits internationaler Designer, passend für eine golddrapierte Königin“, komplett mit „aufwendigen Kronen und opulenten Kopfbedeckungen“. Zu den Designern, deren Arbeiten in „El Anillo“ zu sehen waren, gehören das indische Couture-Label Khosla Jani, Laurel Dewitt, Giannina Azar und der libanesische Designer Elie Madi. Die Sängerin beschrieb ihre Handlung als „all diese Königinnen aus der ganzen Welt, die zusammenkommen, weil sie diese Zeremonie haben, bei der ein König kämpfen muss, um diese Person überhaupt bitten zu können, sie zu heiraten (…) Also alle Königinnen kommen zusammen und sie haben ihn wirklich ausgewrungen.“ Sie fügte hinzu: „Es ist wahrscheinlich eines meiner Lieblingsvideos, die ich je gemacht habe. Dies ist etwas auf einer anderen Ebene, das ich wirklich liebe (…) Diese ganze Idee, dass Frauen Königinnen sind und das verstehen und [sich selbst] so behandeln“ und jemanden für dich kämpfen zu lassen. So war das Konzept. Es ist wie, kämpfe für mich und dann kannst du mich bitten, dich zu heiraten. Dann, okay, wo ist mein Ring?"
Nach drei Tagen hatte der Clip über 10 Millionen Aufrufe erhalten. In weniger als zwei Monaten nach seiner Veröffentlichung hatte das Video 125 Millionen Aufrufe auf YouTube und Vevo erhalten. Kayleigh Roberts von Marie Claire sagte: „Das Video ist großartig und in jeder Hinsicht königlich“, vergleicht es mit den Stilen von Game of Thrones und Black Panther und bemerkte, dass Lopez „scharfe Cersei-Lannister-Vibes in einem luxuriösen Thronsaal“ ausstrahle. Chloe Herring vom Miami Herald bemerkte, dass Lopez in „El Anillo“ „ihre Forderungen auf den Tisch gelegt“ habe und „beweist, dass sie eine Latin-Göttin ist, die es wert ist, aktuell zu bleiben“. Telemundo verglich das Video mit Beyoncés Single Ladies (Put a Ring on It) und schrieb: „Stellen Sie sich vor, dass Single Ladies mittelalterlich werden würde, mit Latin/Samba-Beats.“

## Liveauftritte
Lopez stellte die Single mit einem Auftritt bei den Billboard Latin Music Awards 2018 vor, von dem Billboard sagte, dass er „Lopez’ vielseitigen Stil zur Schau stellte“. Sie trug einen juwelenbesetzten Overall und eine passende Kopfbedeckung, unterstützt von Tänzern und einer großen Lotusblume auf der Bühne. Der Song wurde später in die Setlist von It’s My Party (2019) aufgenommen, einer Tour zum 50. Geburtstag von Lopez. In einer Rezension der Show schrieb Althea Legaspi vom Chicago Tribute: „Sie lieferte eine heftige Darbietung des Songs darüber, dass sie alles außer diesem Ring um den Finger hat, verstärkt durch die brasilianischen Funk-Beats ihrer versierten Band.“ Elemente von „El Anillo“ waren auch in Lopez’ Auftritten bei den MTV Video Music Awards 2018 und der Super Bowl LIV-Halbzeitshow im Februar 2020 enthalten.

## Remix
Im Juli 2018 wurde ein Remix des Songs mit dem puerto-ricanischen Sänger Ozuna online geleakt. Er wurde am 2. Juli 2018 für Radiosender in den USA bereitgestellt Billboard schrieb: „Der Remix bietet einen frechen Reggaetón/Trap-Geschmack, der dem Song eine andere Wendung gibt“.

## Rezeption

### Rezensionen
Mike Wass von Idolator beschrieb den Song als einen „knochenrasselnden Floorfiller mit der bisher zukunftsweisendsten Produktion der Ära Gent“. Michael Love Michael, der für das Magazin Paper schreibt, lobte die „Sound-the-Alarm-Produktion“ des Tracks und beschrieb Lopez’ Darbietung als „charakteristisch stark“. Rolling-Stone-Autorin Suzy Exposito bemerkte: „J.Los neueste Serie von spanischsprachigen Singles wird von dem von Baile Funk geprägten Track gekrönt“ und beschrieb „El Anillo“ als „irgendwie eine Rückkehr“ von Lopez’ „balladenlastigem“ ersten spanischem Album, Como Ama una Mujer (2007).

### Charts und Chartplatzierungen
El Anillo erreichte in der Schweiz Rang 93 der Singlecharts und platzierte sich eine Woche in den Top 100. Das Lied wurde zum 31. Charterfolg für Lopez in den Schweizer Singlecharts. In den US-amerikanischen Charts verfehlte El Anillo den Sprung in die Billboard Hot 100, konnte sich jedoch in den Billboard Hot Latin Songs platzierten und erreichte dabei mit Rang zwölf seine beste Chartnotierung.
| ChartsChartplatzierungen | Höchstplatzierung | Wochen |
| ------------------------ | ----------------- | ------ |
| Schweiz (IFPI)           | 93 (1 Wo.)        | 1      |

### Auszeichnungen für Musikverkäufe
| Land/Region               | Auszeichnungen für Musikverkäufe (Land/Region, Auszeichnung, Verkäufe) | Verkäufe |
| ------------------------- | ---------------------------------------------------------------------- | -------- |
| Mexiko (AMPROFON)         | Platin                                                                 | 60.000   |
| Spanien (Promusicae)      | Platin                                                                 | 40.000   |
| Vereinigte Staaten (RIAA) | 8× Platin                                                              | 480.000  |
| Insgesamt                 | 10× Platin ·                                                           | 580.000  |

Hauptartikel: Jennifer Lopez/Auszeichnungen für Musikverkäufe

## Mitwirkende
- Édgar „Edge“ Barrera – Produktion, Schreiben, Aufnahmeingenieur
- Luis Barrera Jr. – Mischtechniker
- Andrés Castro – Produktion, Schreiben, Gitarre, Tontechniker
- Oscar „Oscarcito“ Hernández – Produktion, Schreiben, Hintergrundgesang, Gesangsproduzent
- Jesús „DalePlay“ Herrera – Produktion, Schreiben
- Dave Kutch – Mastering-Ingenieur
- Jennifer Lopez – Gesang
- Steve Mackey – Gesangsproduzent
- Trevor Muzzy – Ingenieur
- Alejandro M. Reglero – A&R